# Léonce Bénédite
Léonce Bénédite (14. ledna 1859 Nîmes – 12. května 1925 Paříž) byl francouzský historik umění a konzervátor.
Studoval historii a filologii na École pratique des hautes études. Pracoval pro několik muzeí a byl vykonavatelem poslední vůle Augusta Rodina. Publikoval řadu prací o umění a muzejních katalogů. Přispíval do Gazette des Beaux-Arts, Art et Décoration a Revue de l’art ancien et moderne.
Jeho portrét od Amélie Beaury-Saurelové uchovává Orsayské muzem.

## Dílo (výběr)
- Le Musée du Luxembourg, 1894
- Histoire des Beaux-Arts 1800-1900 : peinture, sculpture, architecture, médaille et glyptique, gravure, art décoratif en France et à l’étranger, 1909
- Le Musée du Luxembourg : les peintures école française, 1923